# ミズバク大冒険
『ミズバク大冒険』（ミズバクアドベンチャー）は、1990年8月にタイトーから発売された業務用の横スクロールアクションゲーム。日本国外版のタイトルは『Liquid Kids』となっている。
カバ達が平穏に暮らしている水と森林があふれる平和な架空の世界ウッディレイクに、火の国から現れたファイヤーサタンの配下によって住人が捕えられ大混乱となった。かつてファイヤーサタンからウッディレイクを救った魔法使い（水バクダン使い）の子孫である「ヒポポ（PCエンジン版の取扱説明書にはカバと明記されている）」が、代々伝わる水の魔法を利用してウッディレイクを守るというストーリー。

## リリース
日本では1992年にPCエンジン、1998年にセガサターンに移植された。
アーケード版は後に、日本国内ではPlayStation 2用ソフト『タイトーメモリーズ 下巻』（2005年）に収録され、北米および欧州ではPlayStation 2ならびにXbox、Windows用ソフト『Taito Legends 2』（2006年）に収録された。2021年にアーケードアーカイブスの1作品としてPlayStation 4版とNintendo Switch版が配信。PCエンジン版は2008年にWii用ソフトとしてバーチャルコンソールにて配信された。

## ゲーム内容

### システム
8方向レバー、2ボタン（攻撃、ジャンプ）でヒポポを操作する。攻撃ボタンでミズバクダン（ミズバク）を投げる。ボタンを連打すると連続して投げることもでき、ボタンを押しっぱなしにすることでミズバクダンを大きくすることが出来る。
ミズバクダンは投げると一定回数までバウンドし、バウンドし終わるか何かにぶつかると水が放出され、地形に沿って流れて行く。この水は敵に当たると気絶し、気絶した敵に再度攻撃か接触することで吹き飛ばすことができる。吹き飛ばした敵を別の敵に当てて行くと高得点。また、流れた水にヒポポが乗ると高速で移動でき、ステージギミックを動かしたりアイテムを移動させることが可能。
全7ラウンド17ステージ。通常ステージはゴールとなる扉に入ることでクリア。ボスステージではクリアするごとにどちらかの扉を選ぶ演出が入り、それにより次のステージが変化する。ステージ内には隠し扉が存在し、それに入ると特定の部屋を経由してワープすることが可能。
なお、敵もしくはその攻撃と接触したり、岩や鉄骨に潰される、あるいは針山に落ちるとミスとなる。

### アイテム
基本アイテムのバケツ、ポンプ、ピストルと、特殊な効果を及ぼす複数の特殊アイテムが登場する。
- バケツ

ミズバクダンが大きくなる。
- ポンプ

ミズバクダンを素早く大きくさせることができる。
- ピストル

ミズバクダンの連射力がアップ。
- 長くつ

ヒポポがミズバクダンの流水に巻き込まれにくくなる。
- サンダー1・2

赤の1と水色の2が存在。赤は画面内の敵を全滅させる。水色は同様に気絶させることが可能（空中の敵は全滅させる）。
- POWER
- 蛇口

一定時間ミズバクダンが最大サイズになる。
- 汽車

ヒポポの速度が速くなる。最大4段階。
- ブタ

スピードが一気に下がってしまう。代わりに点数が多めにもらえる。
- ランプ
- ケーキ＆フルーツ

得点が増える。
- ヒポポドール

残数が1個増える。
- ミラクルボール

一定時間無敵。
特定のステージではヒポポの妹が登場し、倒される前にゴールすると残機が増える。

## 開発
本作の音楽は、『サンダーフォックス』に参加したKARU（海野和子）が手掛けた。
本作の音楽は、子どもでも覚えやすいメロディにするという方針が立てられており、メインテーマである「仲良くしようよ！みんな友だちさ！！」はそのコンセプトが強く表れている。
他の曲もこの方針が適用されており、たとえばステージ3の「TOY PANIC」はホンキートンクのような音色を特徴とする。また、ステージ5の「大きな大きな木の下で」は、軽快な前半部とワルツ長の後半部で構成されている。

## 移植版
| No. | タイトル                                 | 発売日                                              | 対応機種                             | 開発元             | 発売元     | メディア                              | 型式                       | 備考               |
| --- | ---------------------------------------- | --------------------------------------------------- | ------------------------------------ | ------------------ | ---------- | ------------------------------------- | -------------------------- | ------------------ |
| 1   | ミズバク大冒険                           | 1992年1月17日                                       | PCエンジン                           | タイトー           | タイトー   | 4メガビットHuCARD                     | TP03020                    |                    |
| 2   | ミズバク大冒険                           | 1998年10月2日                                       | セガサターン                         | ビング             | ビング     | CD-ROM                                | T-19910G                   | アーケード版の移植 |
| 3   | タイトーメモリーズ 下巻                  | 2005年8月25日                                       | PlayStation 2                        | タイトー           | タイトー   | DVD-ROM                               | SLPM-66092                 | アーケード版の移植 |
| 4   | Taito Legends 2                          | 2006年3月31日 2007年5月16日 2007年7月10日 (Windows) | PlayStation 2 Xbox（EUのみ） Windows | タイトー           | タイトー   | DVD-ROM                               | PS2: SLES-53852 SLUS-21349 | アーケード版の移植 |
| 5   | タイトーメモリーズ 下巻 TAITO BEST       | 2006年9月7日                                        | PlayStation 2                        | タイトー           | タイトー   | DVD-ROM                               | SLPM-66521                 | 廉価版             |
| 6   | タイトーメモリーズ 下巻 エターナルヒッツ | 2007年6月28日                                       | PlayStation 2                        | タイトー           | タイトー   | DVD-ROM                               | SLPM-66776                 | 廉価版             |
| 7   | ミズバク大冒険                           | 2008年9月16日                                       | Wii                                  | タイトー           | タイトー   | ダウンロード （バーチャルコンソール） | -                          | PCエンジン版の移植 |
| 8   | ミズバク大冒険                           | 2021年12月2日                                       | PlayStation 4 Nintendo Switch        | ハムスター         | ハムスター | ダウンロード (アーケードアーカイブス) | -                          | アーケード版の移植 |
| 9   | ミズバク大冒険                           | 2022年3月2日                                        | イーグレットツー ミニ                | 瑞起 ※本体の開発元 | タイトー   | プリインストール                      | -                          | アーケード版の移植 |
| 10  | タイトーマイルストーン2                  | 2023年8月31日                                       | Nintendo Switch                      | ハムスター         | タイトー   | ゲームカード ダウンロード             | -                          | アーケード版の移植 |

セガサターン版
- 移植を担当したビングはこの作品を最後にゲーム業界から撤退。隠し要素としてCD-ROM内テキストに同社が過去に関わった作品の裏技集が存在する。

PlayStation 2版
- 『タイトーメモリーズ 下巻』に収録されている。

## スタッフ
アーケード版
- チーム・リーダー：石田一朋
- プランナー：平松信宏
- ディレクター：平松信宏、松本俊明
- プログラマー：石田一朋、K.NAGAHARA,G.A.（ながはらくさご）、K.TSUNEKIYO（つねきよこうじ）、TABBY.K（黒沢孝）
- キャラクター：平松信宏、鯨井洋代、岩田吉弘、PEACOCK、V.A.P
- トリフルサー：松本俊明
- サウンド：KARU（海野和子）、OGR（小倉久佳）
- ハードウェア：S.W.S
- デザイン：K.NAKAGAWA、SANTACLAUS
- スペシャル・サンクス：熊谷研究所

PCエンジン版
- プロデューサー：SHOTARO
- ゲーム・デザイン：荒田靖昭
- プログラマー：K、KAZU
- キャラクター：M.Y.K.、R.O.K.
- サウンド：KARU/ZTT（海野和子）
- スペシャル・サンクス：平松信宏、H.SUZUKI、TALK.U（内村語）
- ソフト・チェック：SUIT.S

## 評価
アーケード版
1991年に刊行されたゲーメストムック『ザ・ベストゲーム』内の「ビデオゲームフルリスト」の紹介文では、「カバのヒポポを操り、ミズバクダンで敵を倒すコミカルアクション。アイテムも豊富でワープゾーンもあった。ボスもコミカルで楽しかった」とゲームシステムの奥深さやキャラクター造形に関して肯定的なコメントで紹介されている。
PCエンジン版
- ゲーム誌『ファミコン通信』の「クロスレビュー」では、6・6・6・6の合計24点（満40点）となっており[11]、レビュアーの意見としては、「エンジン版はあまり水が流れない。水爆弾がフツーの飛び道具になっちゃってる。それさえ納得しちゃえばそこそこ楽しめるのでは」と、アーケード版からスケールダウンした箇所について指摘はあるものの、概ね肯定的に評価されている[11]。

- その他のゲーム誌において、『月刊PCエンジン』では85・85・75・80・75の平均80点（満100点）、『マル勝PCエンジン』では8・7・7・7の合計29点（満40点）、『PC Engine FAN』の読者投票による「ゲーム通信簿」での評価は以下の通りとなっており、21.91点（満30点）となっている[3]。また、この得点はPCエンジン全ソフトの中で170位（485本中、1993年時点）となっている[3]。

| 項目 | キャラクタ | 音楽 | 操作性 | 熱中度 | お買得度 | オリジナリティ | 総合  |
| 得点 | 4.31       | 3.37 | 3.69   | 3.54   | 3.29     | 3.71           | 21.91 |

セガサターン版
ゲーム誌『セガサターンマガジン』ソフトレビューでは5、7、6の18点（平均6.0点）。レビュアーは「AC版稼働から8年経過してからの移植を意外に感じて古さは否めないながら忠実な移植でとっつきやすい」、「コンティニューが無限、ポポ〔ママ〕の足が遅いがこれのおかげで後半の厳しいトラップ地帯で慎重になれる」、「破裂した水玉だけでなく流れる水でも敵を倒せて楽しい」、「難易度のばらつきがあるがワープでボス直前まで行くことも可能なためアクションが苦手でも楽しめる」と、移植度やゲームシステム、ゲーム性や難易度に関して概ね肯定的な評価を下している。